# Сукач Георгій Олексійович
Георгій Олексійович Сукач (9 червня 1944 — 30 квітня 2012) — український науковець-фізик. Доктор фізико-математичних наук, професор. Академік Академії наук вищої школи України з 2007 року.

## Біографія
Народився на Полтавщині. Після закінчення середньої школи в Кременчуці працював токарем на Кременчуцькому автомобільному заводі. В 1963 році вступив на факультет радіоелектроніки Київського політехнічного інституту, а в 1968 закінчив його з відзнакою.
З 1968 по 1975 — спочатку аспірант, а потім молодший науковий співробітник Інституту напівпровідників АН УРСР. Кандидат фізико-математичних наук (1975). З 1975 по 1983 — старший науковий співробітник Українського НДІ целюлозної і паперової промисловості.
3 1983 по 2003 — старший, а згодом провідний науковий співробітник Інституту фізики напівпровідників ім. В. Є. Лашкарьова НАН України. З 2003 року — проректор з наукової роботи, а з 2006 — завідувач кафедри фізики Державного університету інформаційно-комунікаційних технологій Мінтрансзв'язку України. З 2008 року — професор кафедри фізики Національного університету біоресурсів і природокористування України. Доктор фізико-математичних наук з 1994, професор з 2002 року.

Могила Георгія Сукача

Помер після важкої тривалої хвороби на 68-му році життя 30 квітня 2012 року. Був кремований, прах похований в Києві, в колумбарії Байкового кладовища (50°24′57.83″ пн. ш. 30°30′6.30″ сх. д. / 50.4160639° пн. ш. 30.5017500° сх. д.).

## Наукова діяльність
Сфера наукових інтересів охоплює такі напрями фізико-технічних основ оптоелектронних систем та фізики і техніки напівпровідників:
- нанофізика та нанотехнології;
- квантово-розмірні структури;
- розробка фізико-технологічних основ створення гетероструктур (типу GaN/GaAs) на основі монокристалічних та поруватих сполук А3B5 методом радикало-променевої гетеруючої епітаксії та дослідження їхніх фізичних властивостей;
- розробка фізико-математичних моделей процесів нітридизації GaAs;
- дослідження рекомбінаційних процесів вищих порядків на поверхні та в об'ємі напівпровідників;
- дослідження процесів радіаційного дефектоутворення в оптоелектронних приладах нового покоління та вироблення фізичних шляхів підвищення їхньої радіаційної стійкості;
- розробка та впровадження систем зображення інформації;
- електроніка засобів та систем зв'язку.

Автор 5 монографій та більше десятка підручників та навчальних посібників з грифом МОНМС України. Має близько 400 наукових публікацій (із них більше сотні у міжнародних наукових виданнях), більше ніж 40 авторських свідоцтв і патентів (один із патентів «Переможець всеукраїнського конкурсу» — «Винахід-2010») та десяток навчально-методичних розробок. З 1999 р. по 2005 р. — член експертної ради Вищої атестаційної комісії України з електроніки, радіотехніки та телекомунікацій, а з 2003 р. по 2006 р. — член експертної ради ДАК МОН України з енергетики та електроніки, член двох спеціалізованих вчених рад із захисту докторських дисертацій, член наукової ради НАН України з проблеми фізики напівпровідників, член наукової ради МОНМС України з електроніки, радіотехніки та телекомунікацій, член редколегій наукових фахових видань ВАК України в галузях технічних і фізико-математичних наук.
Лауреат Державної премії України в галузі науки і техніки 2009 року у складі колективу за розробку високоефективних технологій оптоелектроніки і комунікаційних систем на їх основі, лауреат Нагороди Ярослава Мудрого АН ВШ України (2010). Академік-секретар загальнотехнічного відділення, член Президії Академії наук вищої школи України з 2008 року.